# Villa Domínguez
Villa Domínguez est une localité rurale argentine située dans le département de Villaguay et dans la province d'Entre Ríos. Elle a été fondée en 1890 par des Juifs de Russie fuyant les pogroms et les persécutions. Villa Domínguez faisait initialement partie de la colonie Villa Clara, dénommée d'après le prénom de l'épouse du baron Maurice de Hirsch, avant d'en être détachée.
La ville est située à environ 18 km de Villaguay, chef-lieu du département, à 165 km de Paraná, la capitale provinciale et à 415 km de Buenos Aires. La ville compte 2 748 habitants selon le recensement de 2001.
Villa Domínguez fait partie du « Circuit historique des colonies juives du centre d'Entre Ríos », qui inclut aussi Basavilbaso, Villa Clara et Villaguay.

## Histoire

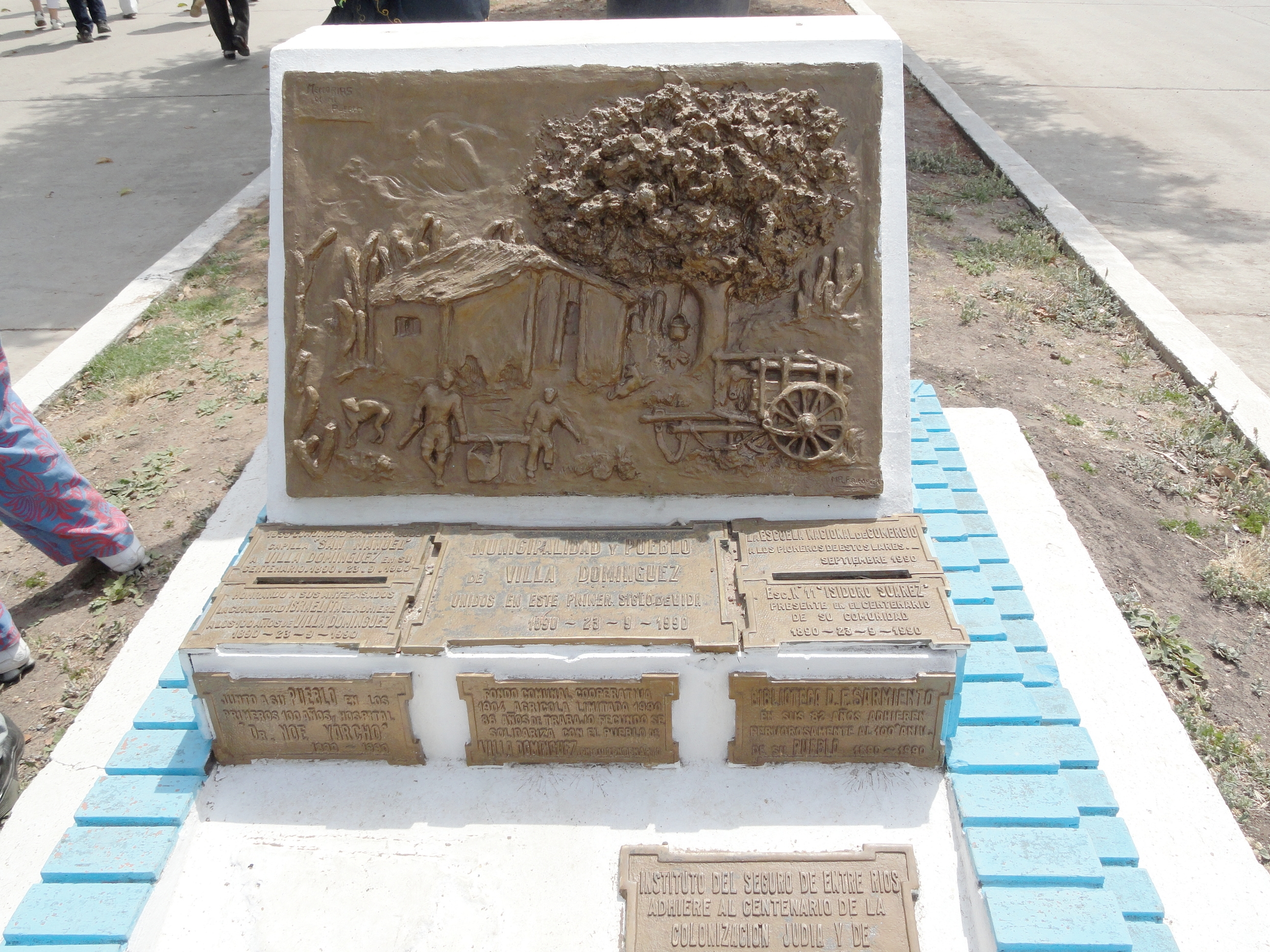
Monument commémoratif de la colonie, situé avenue San Martin.

La ville est fondée en 1890 à l'inauguration de la gare Gobernador Domínguez qui est l'une des deux gares desservant la Colonia Clara (qui doit son nom à Clara de Hirsch), créée par la J.C.A (Jewish Colonization Association), association fondée par le baron Maurice de Hirsch. Cette colonie est la plus importante créée par la J.C.A dans la province d'Entre Ríos, et s'étend sur 80 264 hectares. Les premiers immigrants juifs arrivent au début de 1892 en provenance de la Russie tsariste, à bord du vapeur Pampa, et seront familièrement surnommés les pampistas. Ils devaient initialement se rendre à Constantinople et poursuivre vers la Palestine, mais en ont été empêchés par les Turcs. La J.C.A après étude de leurs dossiers les répartit entre les différents villages de la colonie, Sonnenfeld, Carmel, Rajil, Leven, Desparramados, Collin etc. en leur attribuant des terres et des outils pour le travail agricole. 
En juin 1894, un autre groupe d'immigrants arrive à la gare. Ce sont 150 familles faisant un total de 620 personnes, arrivées à bord du vapeur Orione. Certains souffrent de la fièvre typhoïde, et seront provisoirement installés dans un hangar appelé pompeusement Hotel de Inmigrantes (Hôtel des immigrants). Le Dr Yarcho, médecin de la colonie s'occupe de les soigner et rédigera un mémoire sur l'épidémie, considéré comme la première étude médicale de ce type réalisée en Argentine. Ces nouveaux arrivants se mettent en rapport avec les pampistas déjà installés et avec les criollos (les habitants autochtones descendants des conquistadors espagnols) locaux et vont très rapidement apprendre le métier de paysan pour lequel ils n'étaient pas formés. 
Le plan de la ville n'a que très peu changé au cours des ans, depuis que le géomètre français Arístides Sol, appointé par la J.C.A, l'a dessiné en 1897, comme une ville « avec une ressemblance européenne ». La ville est conçue selon un plan en étoile avec des rues diagonales rayonnant à partir d'une place centrale circulaire, à la différence des villes traditionnelles argentines qui possèdent une place centrale carrée formant un damier. Sol a soutenu s'être inspiré de la place de l'Étoile de Paris, si bien que la ville est appelée humoristiquement La Paris entrerriana, (Le Paris d'Entre Rios). 
Sur la place centrale, dénommée place du 25 mai, date de la libération de l'Argentine du joug espagnol, se trouvent entre autres la synagogue, et l'hôpital du Dr Yarcho, du nom du premier médecin de la colonie arrivé à Villa Domínguez dès 1892. C'est le premier hôpital israélite en Amérique du Sud. Cette place est encerclée par une rue circulaire baptisée rue du Dr Yarcho. 
À l'époque, Villa Domínguez est le centre urbain le plus important de la Colonie Clara, et en plus le siège de la plus grande coopérative agricole du pays, la Fondo Comunal Societad Cooperativa Agricola Limitada. Celle-ci va participer la création d'une banque,  d'un moulin à huile de graines de lin, d'un silo à grain, d'une bibliothèque et de l'hôpital. 
À la fin du XIXe siècle et au début du XXe siècle, la ville compte plus de 70 % de Juifs, et le langage le plus entendu dans la rue est le yiddish. Les derniers immigrants juifs arrivent d'Allemagne en 1936, fuyant le nazisme. La population juive va décroitre régulièrement dès les années 1950, pour ne représenter actuellement plus qu'une quarantaine de personnes sur une population totale de 2 748 habitants, selon le recensement de 2001. Cette baisse constante s'explique en partie par l'assimilation mais surtout par le fait que de nombreuses familles juives vont quitter la ville pour s'installer à Buenos Aires ou à Rosario, où se trouvent des universités et la possibilité d'une meilleure éducation pour leurs enfants, et que d'autres, à partir de 1948, vont émigrer en Israël.

## Bâtiments de la colonie juive
Le Circuit historique des colonies juives du centre d'Entre Rios incorpore les principaux bâtiments historiques de la colonie :

### Gare Gobernador Domínguez

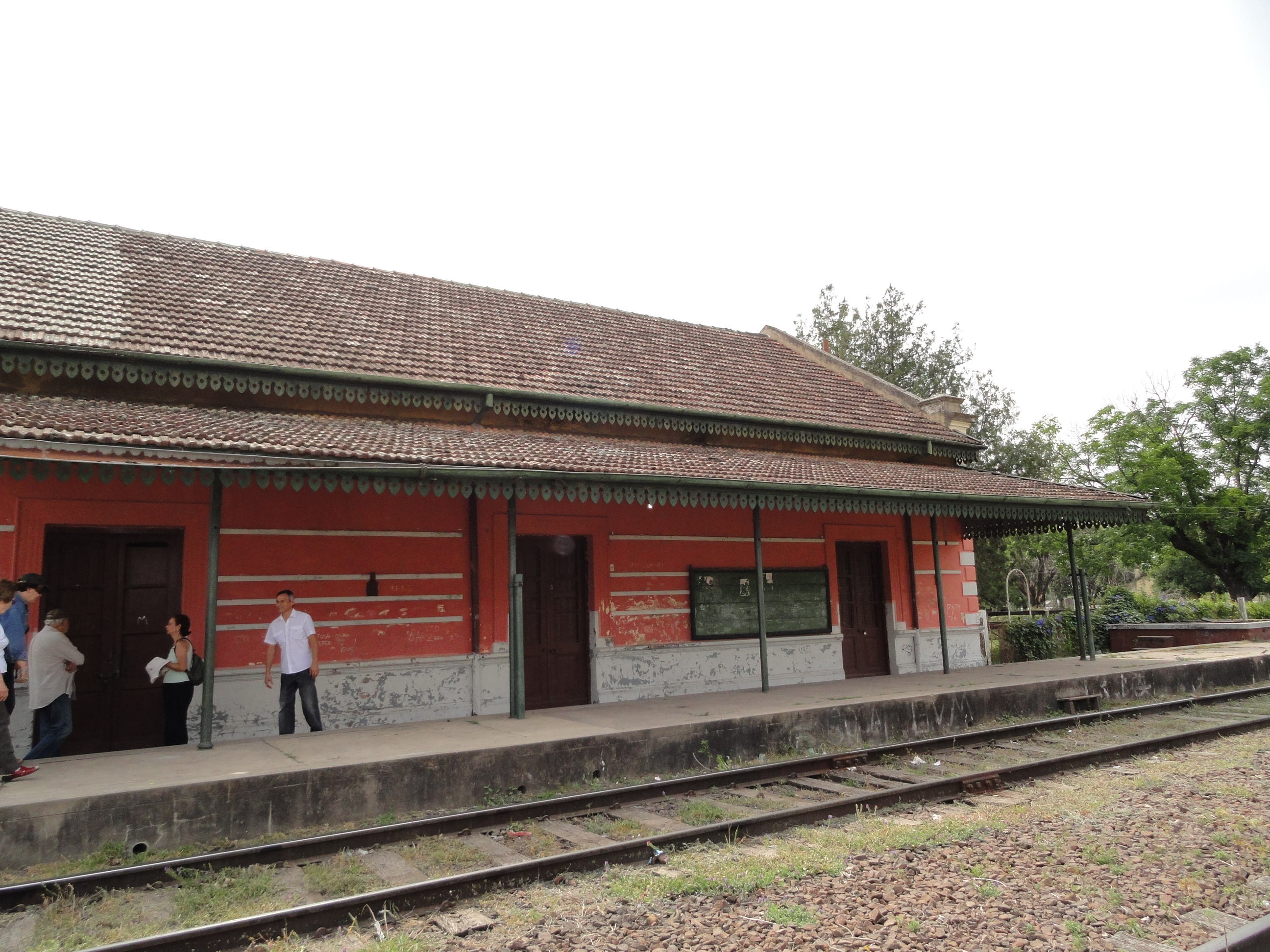
Gare Gobernador Dominguez, point d'arrivée de tous les immigrants.

C'est le point d'arrivée de tous les immigrants. L'écrivain Alberto Gerchunoff, dans son livre Los Gauchos judíos (Les Gauchos juifs), relate que les nouveaux immigrants sont accueillis à la gare par le chef de gare, par plusieurs centaines de colons, par le sergent représentant les autorités civiles et par le matarife, le responsable de la communauté, faisant à la fois office de rabbin, d'abatteur rituel (shohet) et d'enseignant. 

### Hôtel des immigrants

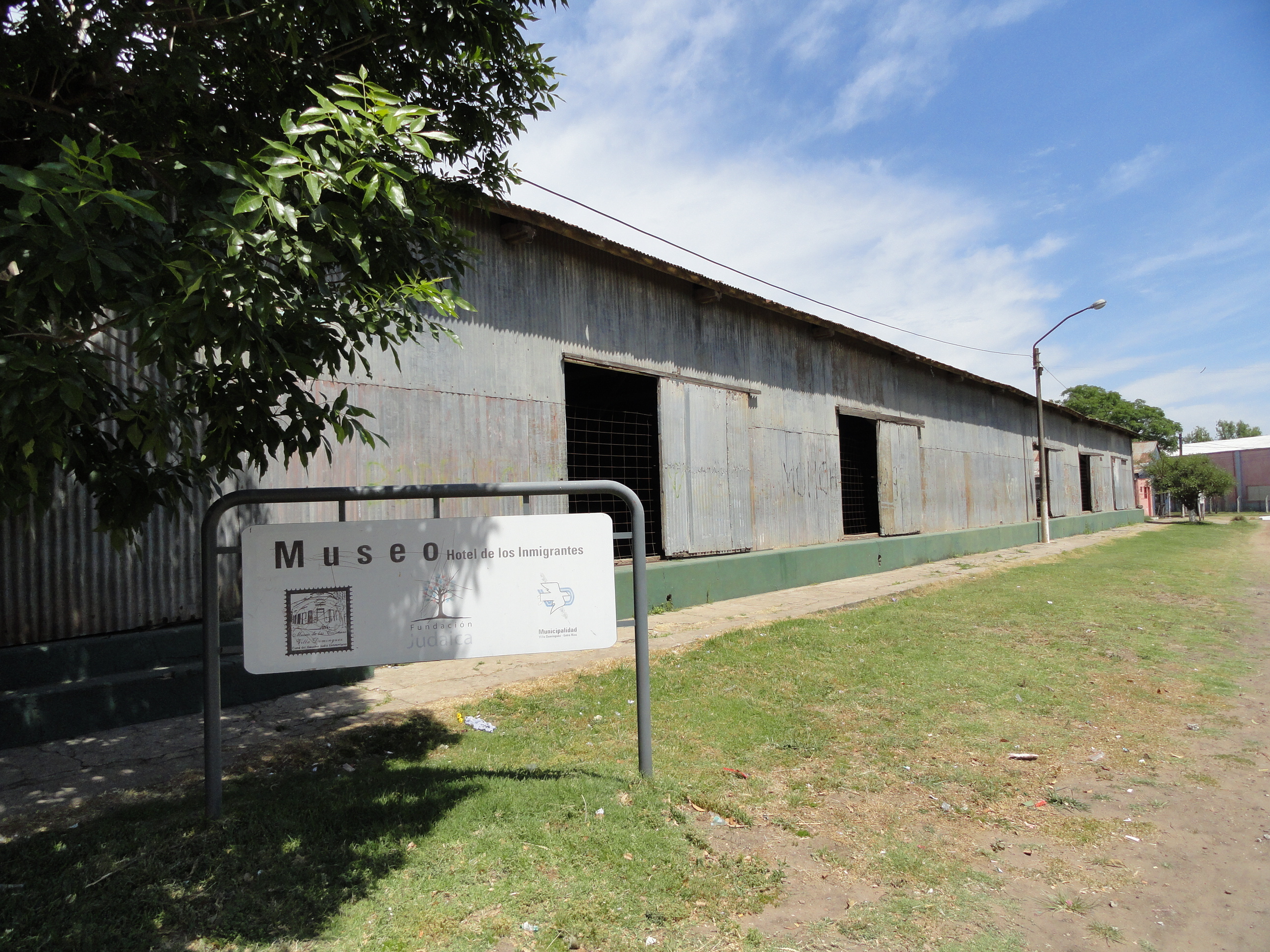
Hangar transformé en hôtel des immigrants où séjournaient les nouveaux immigrants à leur arrivée. Actuellement a été aménagé en annexe du Musée des colonies juives.

Après leur arrivée, les immigrants sont hébergés à l'hôtel des immigrants (Hotel de Inmigrantes), où ils resteront plusieurs jours dans l'attente de l'attribution de terres et d'outils agricoles. L'attente pourra se prolonger dans le cas d'épidémies. Les parcelles de terre sont attribuées par la J.C.A uniquement aux familles ayant au moins deux garçons, leurs dimensions varient en fonction du nombre de membres de la famille. Les nouveaux colons s'engagent à rembourser la J.C.A en 20 ans, sans possibilité de préremboursement. 
L'hôtel des immigrants est un hangar avec un toit de tôle ondulée et un plancher en bois. Il sert aussi de siège à la coopérative agricole et de salle de réunion. Après la faillite de la coopérative en 2002, le hangar est loué à une société agricole de Santa Fe, avant d'être racheté par le musée de la colonie.

### Musée et archives régionales des colonies juives du centre d'Entre Ríos

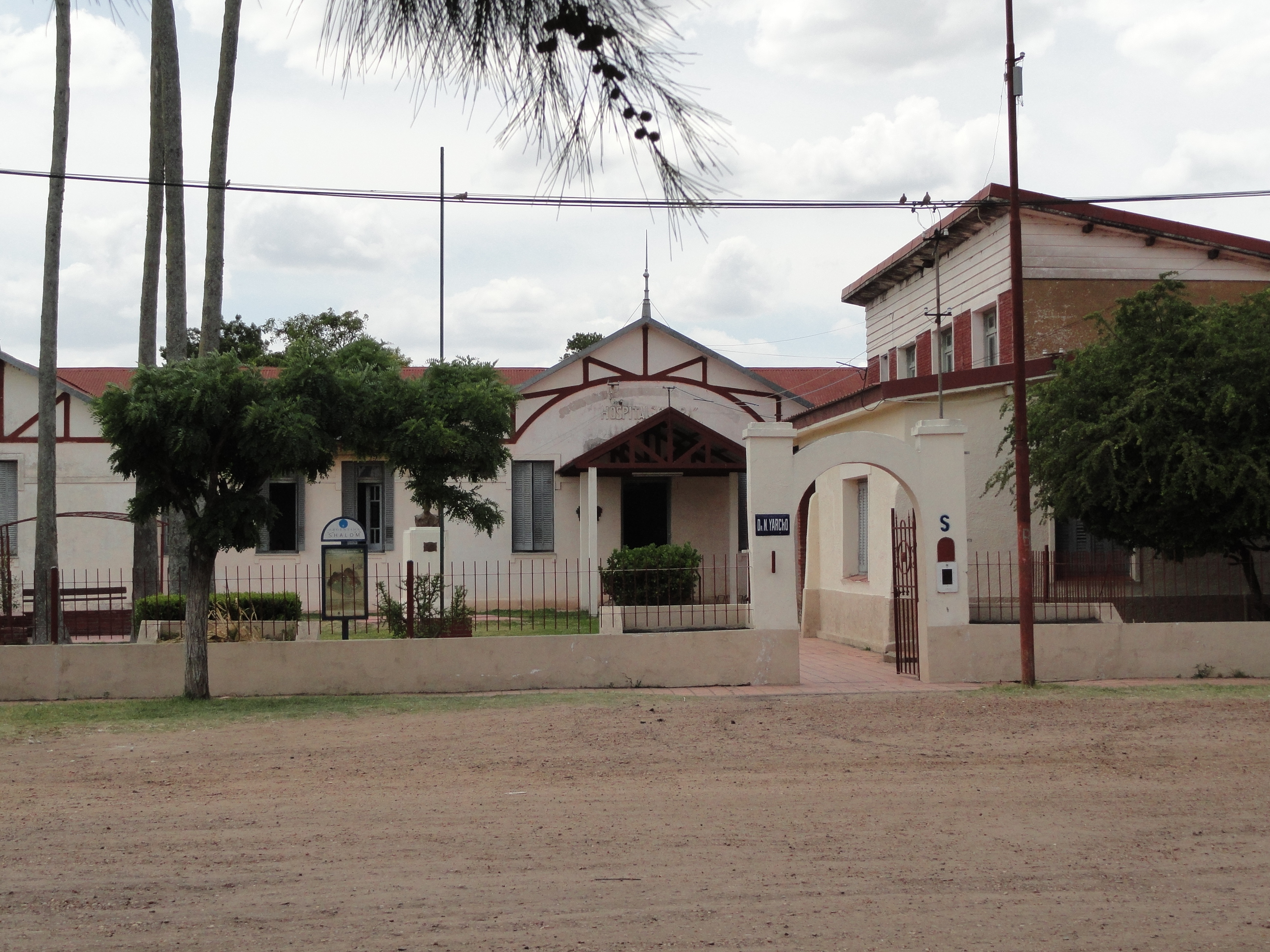
Hôpital du Yarcho, plaza 25 de Mayo.

Situé Avenue San Martin, une des artères principales, qui relie la gare à la plaza 25 de Mayo, le bâtiment de l'ancienne pharmacie de la ville, construit en 1935 par la Mutualidad Sanitaria Israelita a été transformé en 1996 en musée consacré aux colonies juives du centre d'Entre Ríos. Il regroupe aussi une bibliothèque et les archives des colonies juives.

### Hôpital duDrYarcho
Le Dr Yarcho, le premier docteur de la colonie, arrive en 1892 à Villa Domínguez. Il a obtenu son  diplôme de docteur en Russie et a complété ses études en Angleterre. Pour payer ses études, il donne des cours de religion à de riches familles, dont la famille Sajaroff, de riches marchands, dont il épousera la fille Maria. À son arrivée à Villa Domínguez, il organise rapidement une équipe de soins en formant des assistants médicaux, ce qui lui permet de se déplacer dans toute la région afin de voir ses malades. Le premier bâtiment qui lui sert de dispensaire est situé à environ deux kilomètres de la gare.  
En 1914, la Sociedad Sanitaria Israelita est fondée dans le but de fournir les soins médicaux aux colons de la colonie Clara. Le premier pavillon de l'hôpital est inauguré en 1929 et un second en 1947. En 1982, l'ensemble est nommé Hôpital du Dr Noé Yarcho en mémoire de ce dernier.  L'hôpital est situé plaza 25 de Mayo, la place principale de la ville, à côté de la synagogue.
Le monument à l'entrée de l'hôpital est érigé par Israel Hoffman, un sculpteur, à la mémoire du Dr. Yarcho. 

### Synagogue

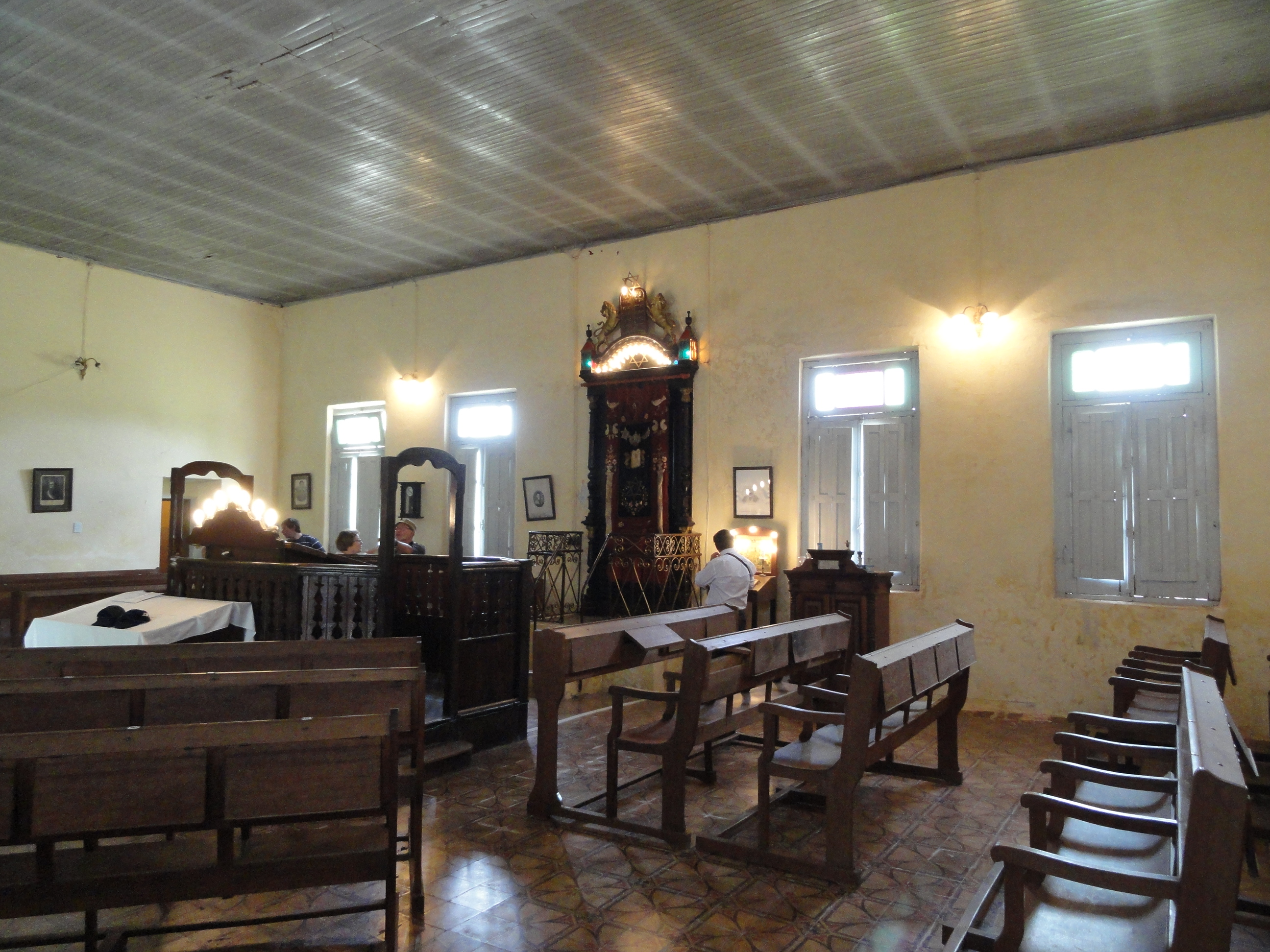
Vue générale de l'intérieur de la synagogue.

Les offices religieux ainsi que les cours de religion ont lieu initialement dans des maisons particulières. Ce n'est qu'en 1923 que l'association Kneset Israel construit la synagogue. Pendant l'âge d'or de la colonie, plus de 120 personnes assistent chaque vendredi soir à l'office Kabbalat Chabbat (accueil du shabbat). Actuellement, la synagogue ne fonctionne que pour les offices de Roch Hachana (nouvel an juif) et de Yom Kippour (Jour du Grand Pardon).   
La synagogue se compose d'une salle rectangulaire servant de salle de culte, avec sur le devant la porte centrée à un battant, encadrée de deux fenêtres de chaque côté. Adossé à cette pièce, un corps de bâtiment communicant, de plus petite hauteur, sert de salle de réception et de salle de cours.  La synagogue reçoit abondamment la lumière naturelle par les quatre fenêtres de la façade avant et par les quatre fenêtres de la façade arrière.
La porte d'entrée en bois est peinte en gris clair, avec au-dessus un ajour en carreau de verre coloré vert et violet avec en son centre une étoile de David en fer.  La synagogue qui a été restaurée en 1999 est  construite en briques, recouvertes d'un enduit peint couleur crème. Le toit est formé de tuiles rouges. 
À l'intérieur le plafond original, en lattes de bois de pin, a été préservé. Il est peint en couleur lilas clair. Les bancs en bois ont été fabriqués dans les ateliers de la Coopérative agricole de Villa Domínguez. La Bimah (chaire) originale est en bois sculpté. On accède à l'Arche Sainte, ceinturée par  une petite galerie en fer forgé doré, par deux marches en marbre d'origine.

## Galerie

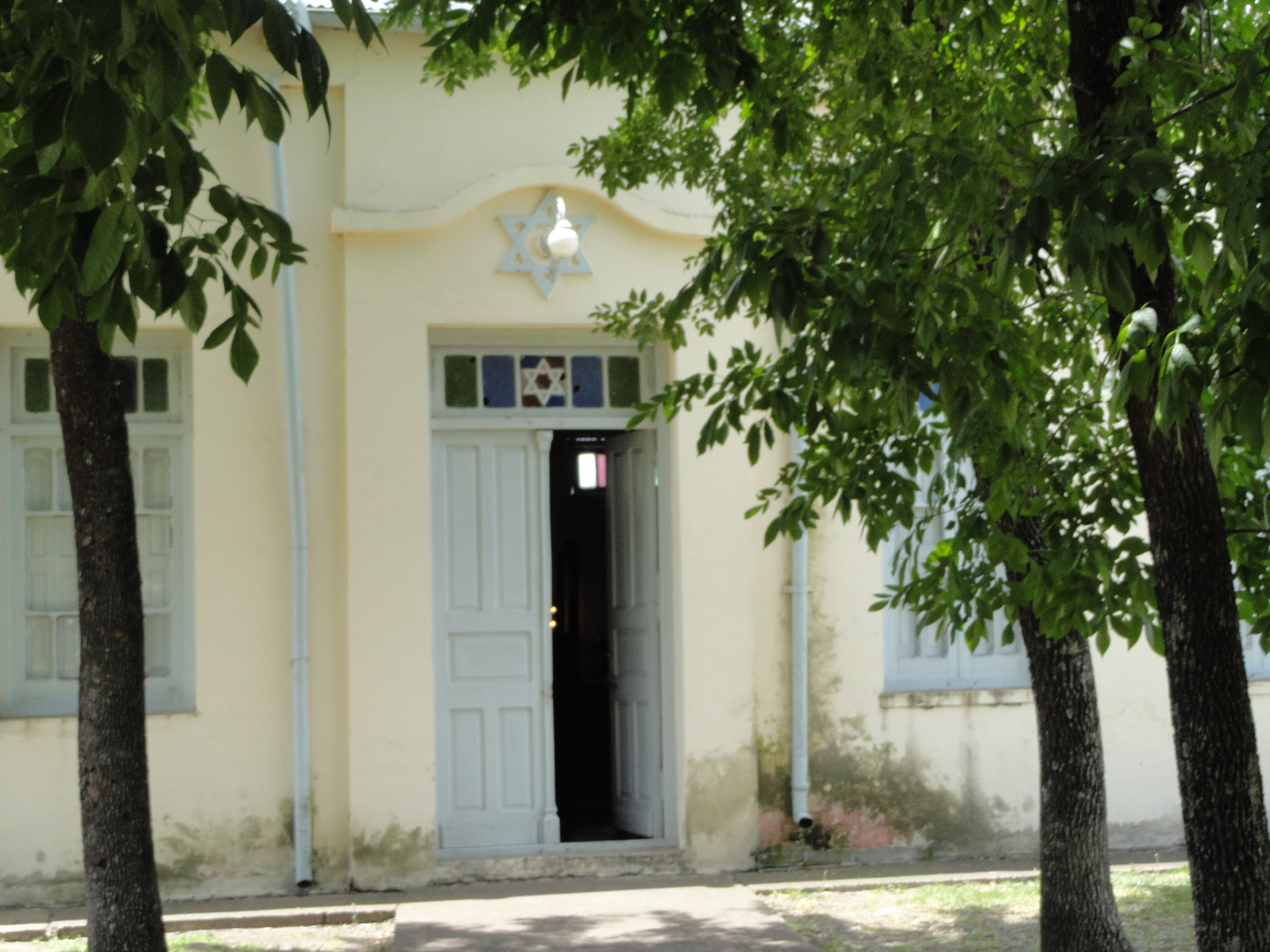
Porte d'entrée de la synagogue.
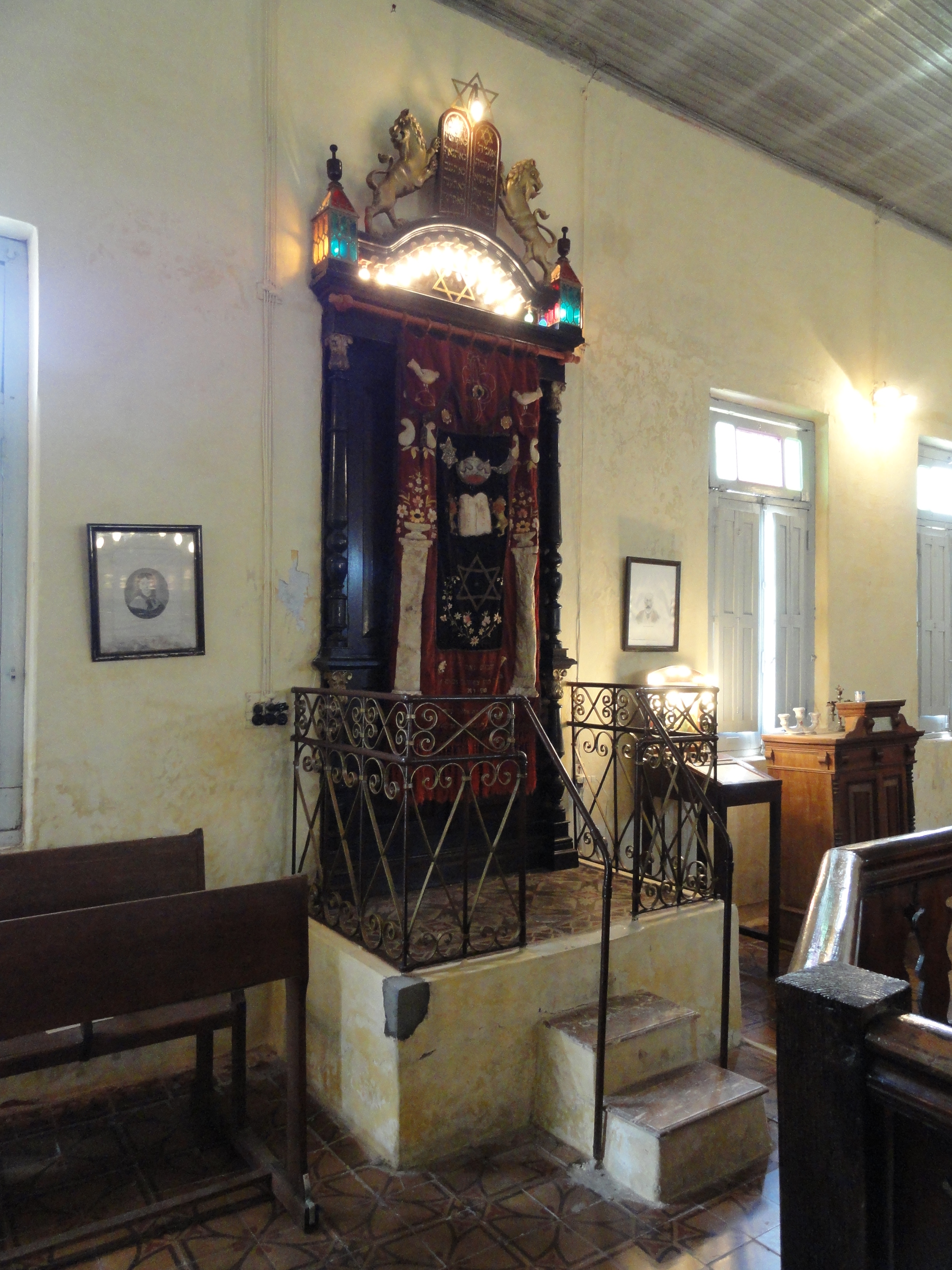
L'Arche Sainte.
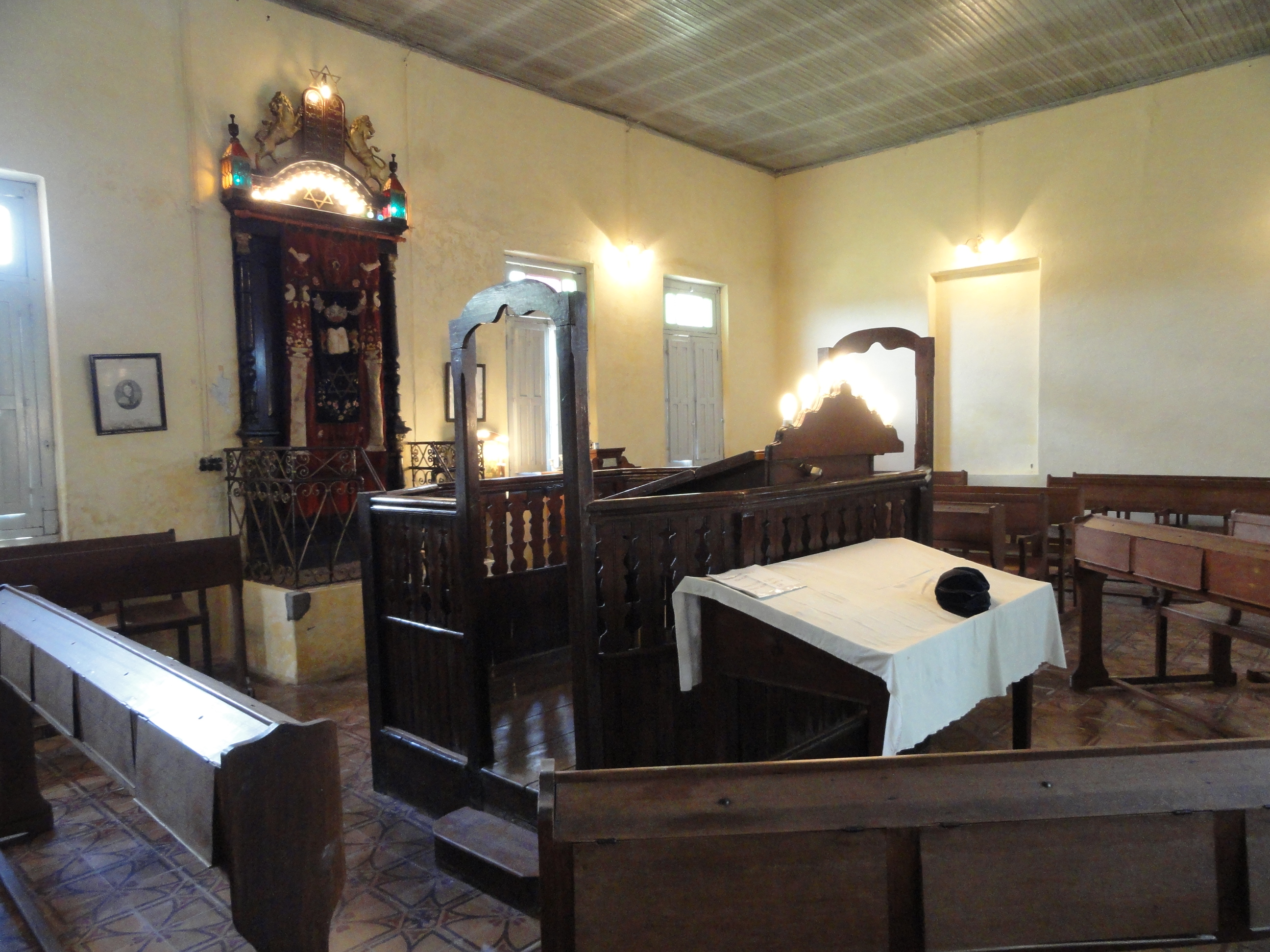
La Bimah et l'Arche sainte.
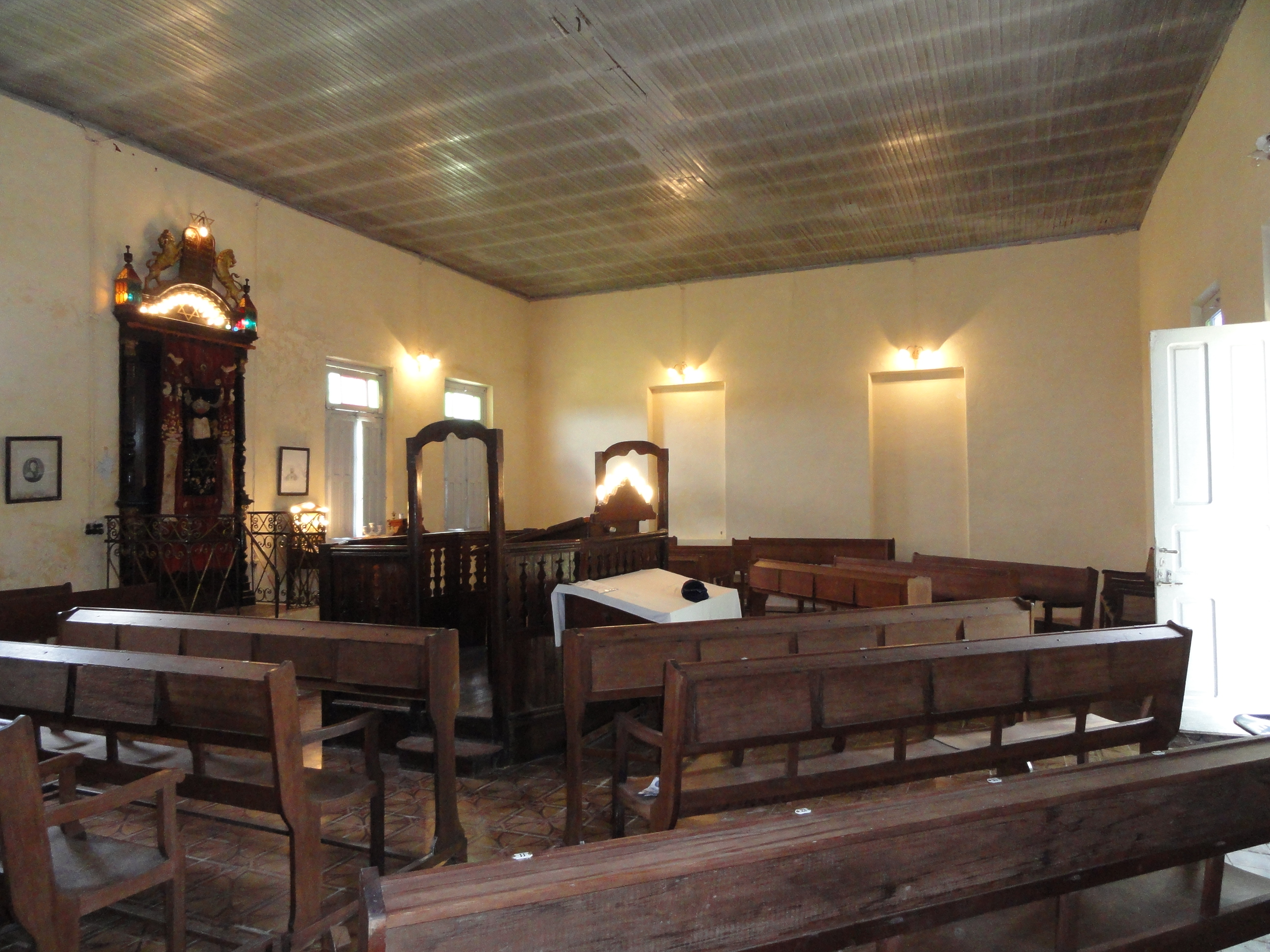
Vue de l'intérieur de la synagogue .

## Personnalités liées à la commune
- José Pékerman, footballeur puis entraîneur, né en 1949 à Villa Domínguez.